# Eleitorado do Sudoeste (Islândia)
O Eleitorado do Sudoeste é um dos seis distritos eleitorais da Islândia. Sua maior cidade é Kópavogur.

## Geografia
O eleitorado é composta pelos municípios vizinhos da Região da Capital de Reiquiavique. Faz fronteira com os distritos eleitorais do Nordeste, Reiquiavique Norte, Reiquiavique Sul e Eleitorado do Sul.

## leitorado do Sudoeste (Islândia) — Artigo Detalhado[2]

### Visão Geral e Significado Político
O Eleitorado do Sudoeste (Suðvesturkjördæmi) é uma das seis circunscrições eleitorais do Althing, o parlamento nacional da Islândia. Foi criado em 2003 durante uma reorganização dos distritos eleitorais, quando o antigo Eleitorado de Reykjanes foi dividido entre os novos eleitorados Sul e Sudoeste.WikipediaWikipédia
Esta circunscrição corresponde à região da capital, exceto o município de Reykjavík, que possui seus próprios distritos: Reykjavík Norte e Reykjavík Sul.Wikipedia

### Dados Demográficos e Representação
- População total: aproximadamente 107.283 pessoas (2024)Wikipedia
- Eleitorado registrado: cerca de 79.087 eleitores (2024)Wikipedia
- Área total: cerca de 802 km² (dados de 2018)Wikipedia

Atualmente, o Eleitorado do Sudoeste elege 12 dos 63 membros do Althing via sistema de representação proporcional com lista aberta.Wikipedia

### Evolução do Número de Assentos
Desde sua criação, o número de assentos atribuídos ao Sudoeste variou conforme ajustes legislativos:
| Período       | Assentos Totais | Descrição                           |
| ------------- | --------------- | ----------------------------------- |
| 2003–2007     | 11              | 9 fixos + 2 de compensação          |
| 2007–2013     | 10              | Ajustes anteriores (não detalhados) |
| 2013–2021     | 13              | 11 fixos + 2 compensatórios         |
| 2021–presente | 14              | 12 fixos + 2 compensatórios         |

### Geografia Interna: Fragmentação Territorial
A circunscrição é composta por partes não contíguas da região metropolitana da capital. Inclui:
- A área principal: Álftanes, Garðabær, Hafnarfjörður e parte ocidental de Kópavogur
- Pequeno enclave: Seltjarnarnes
- Zona leste de Kópavogur e Mosfellsbær
- Município rural de Kjósarhreppur
- Outro enclave em HafnarfjörðurWikipedia

### Municípios Inclusos
Os sete municípios que compõem o Eleitorado do Sudoeste são:
- Álftanes
- Garðabær
- Hafnarfjörður
- Kjósarhreppur (~195 habitantes)
- Kópavogur (aprox. 30 314)
- Mosfellsbær (aprox. 8 469)
- Seltjarnarnes (aprox. 4 455)Wikipedia

Destaque para Kópavogur, a maior localidade da circunscrição.

### Funcionamento Eleitoral
O sistema de eleição adotado é a representação proporcional de lista aberta, com assentos divididos em:
- Assentos de circunscrição direta (determinado diretamente pelos votos na região)
- Assentos de compensação (redistribuição com base no voto nacional, para corrigir desequilíbrios)

As cadeiras são distribuídas mediante o método de D'Hondt. Para concorrer às cadeiras de compensação, os partidos devem alcançar no mínimo 5% dos votos nacionais.Wikipedia

## Conclusão
O Eleitorado do Sudoeste é um dos mais densamente povoados da Islândia, refletindo uma área urbana e suburbana com forte peso político no Althing. Sua criação em 2003, composição territorial fragmentada e crescente número de assentos demonstram sua relevância crescente no sistema parlamentar islandês.